# Passeport canadien
Le passeport canadien (en anglais : Canadian passport) est un document officiel délivré aux citoyens du Canada afin de faciliter les voyages internationaux. Le passeport canadien autorise son possesseur à se déplacer à l'étranger, en accord avec les exigences de visas. Il facilite en outre, lorsque cela est nécessaire, les procédures d'assistance consulaire fournies par les fonctionnaires canadiens en poste à l'étranger. Le passeport canadien permet également de prouver son identité et sa citoyenneté canadienne.
Tous les passeports canadiens sont émis par Passeport Canada, une branche spéciale du ministère des Affaires étrangères et du Commerce international et ils sont valides pour cinq ou dix ans, sauf pour les enfants en dessous de l'âge de trois ans, pour qui ils ne sont valides que trois ans. Début 2009, environ 54 % des Canadiens possédaient un passeport valide. Bien que détenus par les citoyens, tous les passeports restent la propriété du gouvernement du Canada.
Le Canada a commencé à délivrer des passeports biométriques aux citoyens canadiens le 1er juillet 2013. Historiquement, le passeport canadien a été une cible pour les faussaires et d'autres abus.
Le passeport le plus récent est devenu disponible le 18 juin 2023. Il a suscité des critiques en raison de la suppression de symboles et d'images nationaux historiques.

## Histoire
Le premier passeport canadien a été imprimé en 1862, à la suite du déclenchement de la guerre de Sécession américaine, quand les États-Unis exigèrent de pouvoir identifier de manière plus sûre les Canadiens franchissant la frontière. Ils avaient alors la forme de Lettres de Demande (Letter of Request (en)) du gouverneur général. Ces documents subsistèrent jusqu'en 1915, au moment où apparurent les premiers documents sous le format britannique, des dépliants de 10 feuillets. La forme moderne du passeport arriva en 1921. À cette époque, les Canadiens étaient des sujets britanniques et le Canada partageait son code de la nationalité avec le Royaume-Uni. Les passeports canadiens étaient alors édités pour les sujets britanniques résidents ou liés au Canada. Cet arrangement a pris fin en 1947, lorsque l'Acte de la citoyenneté canadienne eut reçu l'assentiment royal et que la citoyenneté canadienne fut créée. En juillet 1948, les premiers passeports canadiens commencèrent à être délivrés aux citoyens canadiens.

## Changements
En 2008, le ministre des Finances Jim Flaherty a annoncé que des passeports électroniques seraient introduits en 2011.
En 2008, Passeport Canada a annoncé que des passeports plus sécurisés seraient délivrés aux voyageurs et aux voyageuses canadiens à partir de 2011. Ces passeports auront une validité de dix ans, contre seulement cinq ans pour les passeports actuels.
En septembre 2005, le journal montréalais Le Devoir a publié un article à l'attention de Passeport Canada afin de proposer que les individus aient le choix de l'ordre dans lequel les langues officielles seront imprimées sur la couverture de leurs passeports : l'anglais d'abord et le français ensuite ou vice et versa. L'agence a répondu que ce choix était impossible compte tenu des traditions internationales en la matière. Toutefois, des critiques sont apparues, argüant notamment que les citoyens belges ont pour leur part la liberté de choisir l'ordre des langues officielles qui sont imprimées dans leurs passeports : l'allemand, le néerlandais et le français.

### Nouveau design et controverse
Le 10 mai 2023, le gouvernement du Canada a annoncé un nouveau design pour le passeport canadien. L'impression du nouveau passeport a commencé à l'été 2023 et il est devenu disponible le 18 juin 2023. Le nouveau passeport « comporte une multitude de fonctionnalités de sécurité avancées et un remaniement graphique significatif qui élimine largement les références à l'histoire du pays ».
Il y a eu un contrecoup contre la suppression des symboles nationaux et autochtones historiques dans le nouveau design du passeport,,,. Les images commémorant les sacrifices canadiens en temps de guerre, telles que le Mémorial de Vimy et le Monument commémoratif de guerre national, ainsi que des Canadiens emblématiques comme Terry Fox, la militante pour le suffrage des femmes Nellie McClung, et Billy Bishop ont été retirées du passeport. La Fondation Vimy, la Légion Royale Canadienne, et le maire de l'époque de la ville natale de Terry Fox, Brad West, ont publié des déclarations exprimant leur déception concernant les suppressions respectives des images auxquelles ils sont associés,,,.
D'autres symboles qui ont été retirés incluent le NCSM Sackville, la Coupe Grey et la Coupe Stanley, le Bluenose, le Quai 21, la Police montée du Nord-Ouest et la GRC, 'le Dernier Crampon', le Édifice du Centre, les Chutes du Niagara, le Vieux-Québec, et le Cap d'Espoir. Les symboles autochtones retirés incluent l'Inuksuk inuit, la plume d'aigle des Premières Nations, et le symbole de l'infini Métis. D'autres personnes retirées incluent les Pères de la Confédération, Samuel de Champlain 'Père de la Nouvelle-France', et Joseph-Elzéar Bernier. Des citations de John A. Macdonald, George-Étienne Cartier, John Diefenbaker et Wilfrid Laurier ont également été retirées,,,,.
CTV News a décrit les nouvelles images comme « des scènes de personnes nageant, faisant du canoë et des animaux ». Tristin Hopper du National Post a décrit les nouvelles images comme « des scènes stylisées habitées par des figures géométriques sans visage », et Taylor C. Noakes du Toronto Star a qualifié la nouvelle imagerie de « sans signification ». Écrivant dans The Globe and Mail, Jen Gerson a comparé le nouveau design au style artistique Corporate Memphis. Le Ministre de l'Immigration, des Réfugiés et de la Citoyenneté et de la Citoyenneté de l'époque, Sean Fraser, a déclaré que les retours reçus lors des consultations sur le design du passeport incluaient un désir de « célébrer notre diversité et notre inclusion », et de « célébrer notre environnement naturel ».
Noakes a qualifié le contrecoup du passeport de « fausse indignation », arguant dans le Toronto Star que les symboles nationaux changent, et que les images et symboles retirés étaient « de moins en moins pertinents ». En référence au passeport, l'article affirmait « Si nous voulons de l'histoire dedans, nous devrons parler honnêtement de notre passé et de ce que nous en valorisons ». Noakes a également soutenu « Le manque de leadership du gouvernement actuel sur les symboles nationaux, comme le montre le nouveau passeport, est aussi problématique que l'accent excessif du dernier gouvernement sur un ensemble restreint de symboles surutilisés centrés sur les Européens-Canadiens ». Il a noté que les anciens et nouveaux passeports manquaient de représentation des minorités visibles et des personnes LGBTQ+, et que l'ancien passeport n'avait qu'une seule femme. Noakes a également plaidé pour des discussions sur le fait de savoir si des symboles nationaux comme Le Dernier Crampon, Terry Fox, et Vimy Ridge importent toujours aux Canadiens, comment ils se rapportent à nous, « et quelles complications peuvent survenir en supposant qu'ils importent aux Canadiens en premier lieu ».

#### Critiques sur la qualité physique du nouveau passeport
Il y a eu des critiques selon lesquelles les nouveaux passeports sont sujets à se plier, risquant leur acceptabilité ou leur validité auprès du personnel des frontières. Immigration, Réfugiés et Citoyenneté Canada (IRCC) a répondu que les nouveaux passeports sont plus sensibles à la chaleur et à l'humidité en raison de leur fabrication, mais cela n'affecte pas leur fonctionnalité,.

## Incidents

### Usage abusif

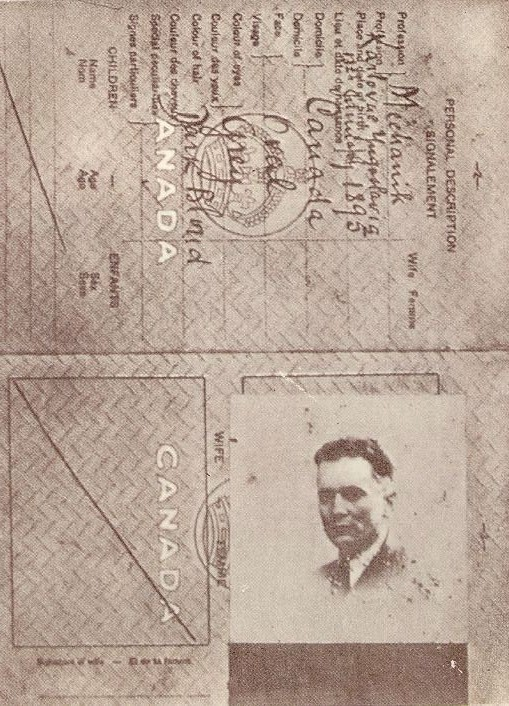
Passeport canadien contrefait du révolutionnaire communiste yougoslave Josip Broz Tito sous le nom de "Spiridon Mekas" utilisé pour retourner en Yougoslavie depuis Moscou, 1939

Historiquement, le passeport canadien a été une cible pour les faussaires, les criminels, les fugitifs et les agents de gouvernements étrangers. Les raisons d'un si grand nombre d'abus incluent le processus de délivrance relativement laxiste, le manque de caractéristiques de sécurité anti-contrefaçon dans les versions antérieures non-MRP, le grand nombre de pays sans visa pour le passeport canadien, la nature généralement discrète du pays et de ses citoyens, et l'accès aux États-Unis,,,,,.
En 2015, un faux ou un passeport canadien altéré pouvait coûter jusqu'à US$3 000 sur le marché noir, presque trois fois plus que les faux ou les passeports européens altérés à l'époque. En 2014, CBC News a écrit que "les criminels sont prêts à dépenser entre $5000-20000" pour un véritable passeport canadien "délivré sous un faux nom."
- En 1940, Ramón Mercader, un Espagnol, s'est rendu à Mexico avec un faux passeport canadien pour assassiner Leon Trotsky[22].
- En 1961, l'officier du KGB Konon Molody a utilisé un passeport obtenu frauduleusement d'un Canadien décédé, Arnold Lonsdale. Sous cette identité, il a mené des activités d'espionnage au Royaume-Uni[22].
- En 1962, trois fugitifs américains condamnés pour des accusations liées à la drogue ont obtenu des passeports canadiens pour s'échapper en Espagne. En même temps, des responsables du gouvernement australien ont également découvert un réseau d'espions soviétiques utilisant des passeports canadiens[22].
- En 1968, James Earl Ray, l'homme qui a assassiné Martin Luther King, a utilisé un passeport canadien, obtenu avec un faux certificat de baptême au nom de "Ramon George Sneyd", échappant temporairement à sa capture après avoir commis l'assassinat[22]. Il était en possession de deux passeports canadiens au moment de son arrestation à l'aéroport Heathrow de Londres[22]. Avant l'arrestation de Ray, il a pu rendre son passeport, qui épelait incorrectement son faux nom de famille "Sneya", à l'ambassade du Canada au Portugal, pour un remplacement sous son alias correct. L'arrestation de Ray a déclenché une enquête menée par la Commission royale sur la sécurité en 1969, qui a recommandé des exigences de demande beaucoup plus strictes et la création de bureaux de Passeport Canada[1].
- En 1973, des agents du Mossad en Norvège ont tué accidentellement un serveur à Lillehammer en croyant à tort qu'il était un haut responsable de Septembre noir. L'utilisation de faux passeports canadiens par les tueurs a provoqué une crise diplomatique dans les relations entre le Canada et Israël, entraînant un engagement d'Israël à ne pas abuser des passeports canadiens à l'avenir. Cela a également conduit à une refonte du passeport canadien pour améliorer ses caractéristiques de sécurité[23].
- En 1997, des agents des services secrets israéliens ont de nouveau raté une tentative d'assassinat en utilisant des passeports canadiens. La tentative contre Khaled Mashal en Jordanie a conduit à l'arrestation des assassins potentiels. Le ministre des Affaires étrangères Lloyd Axworthy a finalement reçu des excuses et un engagement écrit du gouvernement israélien, assurant que le Mossad cesserait d'utiliser des passeports canadiens[24].
- Ahmed Ressam, le poseur de bombe d'Al-Qaïda algérien qui a tenté de faire exploser l'aéroport international de Los Angeles le soir du Nouvel An 1999/2000, a échappé à l'expulsion par le Canada et a voyagé librement vers et depuis le Canada en utilisant un passeport canadien qu'il a obtenu en mars 1998 en soumettant un faux certificat de baptême ; il a utilisé un certificat vierge volé, le remplissant avec un nom fictif[25].
- En 2007, un ancien bureaucrate canadien a plaidé coupable d'avoir vendu au moins 10 faux passeports à des individus à l'étranger[26].
- Un espion Russe impliqué dans le Illegals Program a utilisé un passeport canadien pour se rendre aux États-Unis afin de remettre un paiement à des agents dormants russes. Le passeport a été délivré à un homme connu sous le nom de Christopher Metsos. Cependant, après la révélation publique du réseau d'espions en 2010, Passeport Canada a révoqué le document, affirmant qu'il avait été délivré par la Haute Commission du Canada à Johannesburg, en Afrique du Sud, à un homme usurpant l'identité d'un enfant canadien décédé[27].
- La série télévisée The Americans a été inspirée par l'arrestation en 2010 par le FBI de Elena Vavilova et Andrey Bezrukov, tous deux détenteurs de passeports canadiens sous les noms de Tracey Foley et Donald Heathfield. Leur exposition a entraîné leurs deux fils nés au Canada dans une bataille juridique pour la citoyenneté canadienne[28],[20].

Bien que ce ne soit pas un cas d'abus puisqu'il a été mené avec l'approbation secrète du gouvernement canadien, six diplomates américains ont été exfiltrés d'Iran en utilisant de véritables passeports canadiens contenant des visas iraniens contrefaits en 1980.

### Refus de passeports à Abdurahman Khadr et Fateh Kamel
En juillet 2004, Abdurahman Khadr s'est vu refuser un passeport canadien par la Gouverneure générale Adrienne Clarkson sur les conseils explicites de son ministre des Affaires étrangères, Bill Graham, qui a déclaré que la décision était "dans l'intérêt de la sécurité nationale du Canada et de la protection des troupes canadiennes en Afghanistan". Le gouvernement a invoqué le pouvoir discrétionnaire royal pour refuser le passeport de Khadr, car la sécurité nationale n'était pas à l'époque une raison de refus dans l'Ordre sur les passeports canadiens. Peu après, le 22 septembre 2004, la section 10.1 a été ajoutée à l'ordre, permettant au ministre de révoquer ou de refuser un passeport pour des raisons de sécurité nationale. Khadr a demandé un judicial review de la décision du ministre de refuser son passeport et, le 8 juin de l'année suivante, la Cour fédérale a statué que le gouvernement n'avait pas le pouvoir de refuser de délivrer le passeport de Khadr en l'absence d'une autorité spécifique énoncée dans l'Ordre sur les passeports canadiens, mais a déclaré en obiter dicta que si l'ordre était modifié, Khadr ne pourrait probablement pas contester la révocation. En 2006, le ministre des Affaires étrangères, alors Peter MacKay, a de nouveau refusé la demande de Khadr, invoquant cette fois l'article 10.1 de l'Ordre sur les passeports canadiens modifié.
L'article 10.1 a ensuite été contesté devant la Cour fédérale par Fateh Kamel, dont le passeport avait également été refusé pour des raisons de sécurité nationale. Le 13 mars 2008, la Cour fédérale a déclaré l'article 10.1 de l'Ordre sur les passeports canadiens inconstitutionnel et donc invalide,, bien que la cour ait suspendu sa déclaration d'invalidité pendant six mois afin de permettre au gouvernement de modifier l'ordre. Le gouvernement fédéral a fait appel devant la Cour d'appel fédérale et une décision rendue le 29 janvier 2009 a annulé la décision de la cour inférieure. La cour a unanimement convenu que le refus de délivrer un passeport pour des raisons de sécurité nationale est conforme à la Charte canadienne des droits et libertés, en citant la clause de limitation Section One comme principal point de décision,. Kamel a fait appel en 2009 devant la Cour suprême du Canada, mais la cour a refusé d'entendre son affaire, mettant ainsi fin au défi juridique de l'Canadian Passport Order. En 2010, Kamel a tenté de redemander un passeport canadien mais s'est de nouveau vu refuser par le ministre pour des raisons de sécurité nationale. Il a demandé un contrôle judiciaire mais a été rejeté par la Cour fédérale puis par la Cour d'appel fédérale en 2013. Kamel n'a pas fait appel de la décision de la Cour d'appel fédérale devant la Cour suprême du Canada.

## Visas
En janvier 2019, les citoyens canadiens peuvent entrer sans visa préalable (soit absence de visa, soit visa délivré lors de l'arrivée sur le territoire) dans 184 pays et territoires pour des voyages d'affaires ou touristiques de courte durée. Selon l'étude de Henley & Partners, le Canada est classé septième en termes de liberté de voyages internationaux.
 Légende :
- Bleu : Canada,
- Vert : accès sans visa,

- Pistache : autorisation électronique de voyage requise,
- Pistache pâle : visa apposé à l'arrivée, des frais peuvent être exigés,
- Gris : visa requis avant l'arrivée (vous devez prendre contact avec le consulat du pays concerné).

### Afrique
| Pays et territoires                          | Conditions d'accès                                                                          |
| -------------------------------------------- | ------------------------------------------------------------------------------------------- |
| Botswana                                     | 90 jours Voir ici                                                                           |
| Cap-Vert                                     | Visa délivré à l'arrivée Voir ici                                                           |
| Comores                                      | Visa délivré à l'arrivée Voir ici                                                           |
| Djibouti                                     | Visa délivré à l'arrivée pour la somme de DJF3, 000 {10 jours}, DJF5, 000 {1 mois} Voir ici |
| Égypte                                       | 30 jours de délivrance du visa à l'arrivée pour 15 $ US Voir ici                            |
| Éthiopie                                     | Visa 3 mois délivré à l'arrivée de US $ 40 Voir ici                                         |
| Kenya                                        | Visa 3 mois délivré à l'arrivée de US $ 50 Voir ici                                         |
| Lesotho                                      | 14 jours Voir ici                                                                           |
| Madagascar                                   | 90 jours de délivrance du visa à l'arrivée pour MGA28, 000 Voir ici                         |
| Malawi                                       | 90 jours Voir ici                                                                           |
| Maurice                                      | 6 mois par an (touriste), 90 jours par an (entreprises). Voir ici                           |
| Mayotte                                      | 90 jours Voir ici                                                                           |
| Maroc                                        | 3 mois Voir ici                                                                             |
| Mozambique                                   | 30 jours de délivrance du visa à l'arrivée de US $ 25 Voir ici                              |
| Namibie                                      | 90 jours Voir ici                                                                           |
| La Réunion                                   | 90 jours Voir ici                                                                           |
| Rwanda                                       | 90 jours Voir ici                                                                           |
| Sainte-Hélène, Ascension et Tristan da Cunha | l'accès sans visa                                                                           |
| Sénégal                                      | 3 mois Voir ici                                                                             |
| Seychelles                                   | 1 mois Voir ici                                                                             |
| Afrique du Sud                               | 90 jours Voir ici                                                                           |
| Eswatini                                     | 60 jours Voir ici                                                                           |
| Tanzanie                                     | visa délivré à l'arrivée de US $ 50 Voir ici                                                |
| Togo                                         | Visa 1 mois délivré à l'arrivée pour XOF10, XOF35 ~ 000, 000 Voir ici                       |
| Tunisie                                      | 3 mois Voir ici                                                                             |
| Ouganda                                      | Visa 6 mois délivré à l'arrivée de US $ 50 # 6 Voir ici Voir ici                            |
| Zambie                                       | Visa délivré à l'arrivée pour la somme de 25 $ US {unique}, US $ 80 {multiple} Voir ici     |
| Zimbabwe                                     | Visa 3 mois délivré à l'arrivée pour 65 $ US                                                |

### Amériques
| Pays et territoires             | Conditions d'accès                                                                                |
| ------------------------------- | ------------------------------------------------------------------------------------------------- |
| Anguilla                        | 3 mois ici Voir ici                                                                               |
| Antigua-et-Barbuda              | 1 mois Voir ici                                                                                   |
| Argentine                       | 90 jours Voir ici                                                                                 |
| Aruba                           | 180 jours Voir ici                                                                                |
| Bahamas                         | 21 jours Voir ici                                                                                 |
| Barbade                         | 6 mois Voir ici                                                                                   |
| Belize                          | 90 jours Voir ici                                                                                 |
| Bermudes                        | 6 mois Voir ici                                                                                   |
| Bolivie                         | 30 derniers jours; Voir ici                                                                       |
| Îles Caïmans                    | 30 derniers jours; Voir ici                                                                       |
| Chili                           | 90 jours - une entrée impôts de 132 $ US est accusée Voir ici                                     |
| Colombie                        | 90 jours Voir ici                                                                                 |
| Costa Rica                      | 90 jours ici                                                                                      |
| Cuba                            | 90 jours carte de touriste                                                                        |
| Dominique                       | 21 jours Voir ici                                                                                 |
| République dominicaine          | 30 jours de délivrance du visa à l'arrivée pour 10 $ US Voir ici                                  |
| Équateur                        | 90 jours Voir ici                                                                                 |
| Salvador                        | 90 jours, 10 $ carte de touriste requis Voir ici                                                  |
| Îles Malouines                  | 3 mois Voir ici                                                                                   |
| Guyane                          | 90 jours Voir ici                                                                                 |
| Groenland                       | 3 mois Voir ici                                                                                   |
| Grenade                         | 3 mois Voir ici                                                                                   |
| Guadeloupe                      | 90 jours Voir ici                                                                                 |
| Guatemala                       | 90 jours Voir ici                                                                                 |
| Guyana                          | 3 mois Voir ici                                                                                   |
| Haïti                           | 3 mois Voir ici                                                                                   |
| Honduras                        | 3 mois Voir ici                                                                                   |
| Jamaïque                        | lAccès sans visa « Voir ici »(Archive.org • Wikiwix • Archive.is • Google • Que faire ?) Voir ici |
| Martinique                      | 90 jours Voir ici                                                                                 |
| Mexique                         | 180 jours Voir ici                                                                                |
| Montserrat                      | 3 mois Voir ici                                                                                   |
| Antilles néerlandaises          | 14 jours Voir ici                                                                                 |
| Nicaragua                       | 90 jours Voir ici                                                                                 |
| Panama                          | 30 jours carte de touriste délivré à l'arrivée pour US $ 5 Voir ici                               |
| Pérou                           | 90 jours Voir ici                                                                                 |
| Porto Rico                      | Voir ici canadiens Voir ici                                                                       |
| Guadeloupe Saint-Barthélemy     | 90 jours Voir ici                                                                                 |
| Saint-Christophe-et-Niévès      | 14 jours Voir exemption ici Voir ici                                                              |
| Sainte-Lucie                    | 6 semaines Voir ici                                                                               |
| Guadeloupe Saint-Martin         | 90 jours Voir ici                                                                                 |
| Saint-Pierre-et-Miquelon        | 90 jours Voir ici                                                                                 |
| Saint-Vincent-et-les-Grenadines | 1 mois Voir ici                                                                                   |
| Trinité-et-Tobago               | 3 mois Voir ici                                                                                   |
| Îles Turques-et-Caïques         | 30 derniers jours; Voir ici                                                                       |
| États-Unis                      | 6 mois Voir ici                                                                                   |
| Uruguay                         | 3 mois Voir ici                                                                                   |
| Venezuela                       | 3 mois Voir ici                                                                                   |
| Îles Vierges britanniques       | 30 derniers jours; Voir ici                                                                       |
| Îles Vierges des États-Unis     | 6 mois canadiens Voir ici                                                                         |

### Asie
| Pays et territoires                | Conditions d'accès |
| ---------------------------------- | --- |
| Arménie                            | 21 jours de délivrance du visa à l'arrivée de US $ 30 Voir ici                                                                  |
| Azerbaïdjan                        | 30 jours de délivrance du visa à l'arrivée pour US $ 100 Voir ici                                                               |
| Bahreïn                            | 14 jours de délivrance du visa à l'arrivée pour BHD5 Voir ici                                                                   |
| Brunei                             | 14 jours Voir ici |
| Cambodge                           | 30 jours de délivrance du visa à l'arrivée de US $ 20 {touriste}, US $ 25 {entreprises} Voir ici                                |
| Chine                              | 48 heures de transit {Shanghai} Voir ici                                                                                        |
| Géorgie                            | 90 jours Voir ici |
| Taïwan                             | 30 derniers jours; Voir ici |
| Turquie                            | Visa 3 mois délivré à l'arrivée de US $ 60, € 45 Voir ici                                                                       |
| Hong Kong                          | 90 jours Voir ici |
| Indonésie                          | 30 jours de délivrance du visa à l'arrivée Voir ici                                                                             |
| Irak {seulement Kurdistan irakien} | visa délivré à l'arrivée à l'aéroport international d'Erbil seulement (gratuit) Voir ici                                        |
| Israël                             | 3 mois Voir ici |
| Japon                              | 90 jours un Voir ici |
| Jordanie                           | Visa délivré à l'arrivée pour la somme de JOD10 Voir ici                                                                        |
| Corée du Sud                       | 6 mois Voir ici |
| Koweït                             | Visa 3 mois délivré à l'arrivée pour KWD5 Voir ici                                                                              |
| Kirghizistan                       | Visa 1 mois délivré à l'arrivée de US $ 36 ~ 70 {entreprises}, US $ 35 {simple touriste}, US $ 55 {multiples touriste} Voir ici |
| Laos                               | 30 jours de délivrance du visa à l'arrivée de US $ 30 Voir ici                                                                  |
| Liban                              | Visa 1 mois délivré à l'arrivée {gratuit} Voir ici                                                                              |
| Macao                              | 30 derniers jours; # 18 Voir ici                                                                                                |
| Malaisie                           | 3 mois Voir ici |
| Maldives                           | 30 derniers jours; ici |
| Népal                              | 60 jours de délivrance du visa à l'arrivée de US $ 30 Voir ici                                                                  |
| Oman                               | Visa 1 mois délivré à l'arrivée pour OMR20 Voir ici                                                                             |
| Philippines                        | 21 jours Voir ici |
| Qatar                              | 21 jours de délivrance du visa à l'arrivée pour QAR55 Voir ici                                                                  |
| Singapour                          | 30 derniers jours; Voir ici |
| Sri Lanka                          | 30 derniers jours; SATOP # Voir ici                                                                                             |
| Thaïlande                          | 30 derniers jours; Voir ici |
| Timor oriental                     | 30 jours de délivrance du visa à l'arrivée de US $ 30 Voir ici                                                                  |
| Émirats arabes unis                | 30 derniers jours; Voir ici |
| Yémen                              | Visa 1 mois délivré à l'arrivée pour YER10, 500 Voir ici                                                                        |

### Europe
| Pays et territoires | Conditions d'accès                                                                                       |
| ------------------- | --- |
| Union européenne    | |
| Autriche            | 3 mois dans une moitié de l'année Voir ici                                                               |
| Belgique            | 3 mois dans une moitié de l'année Voir ici                                                               |
| Bulgarie            | 3 mois dans une moitié de l'année Voir ici                                                               |
| Chypre              | 3 mois dans une moitié de l'année Voir ici                                                               |
| République tchèque  | 3 mois dans une moitié de l'année Voir ici                                                               |
| Danemark            | 3 mois dans une moitié de l'année Voir ici                                                               |
| Estonie             | 3 mois dans une moitié de l'année Voir ici                                                               |
| Finlande            | 3 mois dans une moitié de l'année Voir ici                                                               |
| France              | 3 mois dans une moitié de l'année Voir ici                                                               |
| Allemagne           | 3 mois dans une moitié de l'année Voir ici                                                               |
| Croatie             | 3 mois dans une moitié de l'année Voir ici                                                               |
| Grèce               | 3 mois dans une moitié de l'année Voir ici                                                               |
| Hongrie             | 3 mois dans une moitié de l'année Voir ici                                                               |
| Irlande             | 3 mois dans une moitié de l'année Voir ici                                                               |
| Italie              | 3 mois dans une moitié de l'année Voir ici                                                               |
| Lettonie            | 3 mois dans une moitié de l'année Voir ici                                                               |
| Lituanie            | 3 mois dans une moitié de l'année Voir ici                                                               |
| Luxembourg          | 3 mois dans une moitié de l'année Voir ici                                                               |
| Malte               | 3 mois dans une moitié de l'année Voir ici                                                               |
| Pays-Bas            | 3 mois dans une moitié de l'année Voir ici                                                               |
| Pologne             | 3 mois dans une moitié de l'année Voir ici                                                               |
| Portugal            | 3 mois dans une moitié de l'année Voir ici                                                               |
| Roumanie            | 3 mois dans une moitié de l'année Voir ici                                                               |
| Slovaquie           | 3 mois dans une moitié de l'année Voir ici                                                               |
| Slovénie            | 3 mois dans une moitié de l'année Voir ici                                                               |
| Espagne             | 3 mois dans une moitié de l'année Voir ici                                                               |
| Suède               | 3 mois dans une moitié de l'année Voir ici                                                               |
| Non-UE              | |
| Albanie             | 1 mois à l'entrée Taxe de séjour: 10 € Voir ici                                                          |
| Andorre             | 90 jours Voir ici                                                                                        |
| Bosnie-Herzégovine  | 90 jours Voir ici                                                                                        |
| Îles Féroé          | 3 mois {le même que le Danemark} Voir ici                                                                |
| Gibraltar           | l'accès sans visa Voir ici                                                                               |
| Guernesey           | 6 mois le même que le Royaume-Uni Voir ici                                                               |
| Islande             | 3 mois dans une moitié de l'année Voir ici                                                               |
| Île de Man          | 6 mois {le même que Royaume-Uni} Voir ici                                                                |
| Jersey              | 6 mois {le même que Royaume-Uni} « Voir ici »(Archive.org • Wikiwix • Archive.is • Google • Que faire ?) |
| Liechtenstein       | 3 mois en une demi-année {même que la Suisse} Voir ici                                                   |
| Macédoine du Nord   | 90 jours Voir ici                                                                                        |
| Moldavie            | 90 jours ici                                                                                             |
| Monaco              | 90 jours Voir ici                                                                                        |
| Monténégro          | 90 jours Voir ici                                                                                        |
| Norvège             | 3 mois en une demi-année Voir ici                                                                        |
| Royaume-Uni         | 6 mois Voir ici                                                                                          |
| Saint-Marin         | 90 jours Voir ici                                                                                        |
| Serbie              | 90 jours Voir ici                                                                                        |
| Suisse              | 3 mois en une demi-année Voir ici                                                                        |
| Ukraine             | 90 jours Voir ici                                                                                        |
| Vatican             | 90 jours dans un demi-année Voir ici                                                                     |

### Océanie
| Pays et territoires         | Conditions d'accès                                                                               |
| --------------------------- | ------------------------------------------------------------------------------------------------ |
| Samoa américaines           | 30 derniers jours; Voir ici                                                                      |
| Îles Cook                   | 31 jours Voir ici                                                                                |
| Fidji                       | 4 mois Voir ici                                                                                  |
| Guam                        | 6 mois Voir ici                                                                                  |
| Îles Marshall               | 30 derniers jours; Voir ici                                                                      |
| États fédérés de Micronésie | 30 derniers jours; Voir ici                                                                      |
| Nauru                       | 30 derniers jours; Voir ici                                                                      |
| Nouvelle-Calédonie          | 90 jours Voir ici                                                                                |
| Nouvelle-Zélande            | 3 mois Voir ici                                                                                  |
| Niue                        | 30 derniers jours; Voir ici                                                                      |
| Îles Mariannes du Nord      | 30 derniers jours; Voir ici                                                                      |
| Palaos                      | 30 derniers jours; Voir ici                                                                      |
| Papouasie-Nouvelle-Guinée   | 60 jours de délivrance du visa à l'arrivée pour PGK100 {touriste}, PGK500 {entreprises} Voir ici |
| Polynésie française         | 30 jours Voir ici                                                                                |
| Samoa                       | 60 jours ici                                                                                     |
| Îles Salomon                | 3 mois ici                                                                                       |
| Tokelau                     | libre de croisière peut être permis d'obtenir dans Apia, Samoa Immigration Voir ici              |
| Tonga                       | 31 jours de délivrance du visa à l'arrivée {gratuit} Voir ici                                    |
| Tuvalu                      | 1 mois Voir ici                                                                                  |
| Vanuatu                     | 30 derniers jours; Voir ici                                                                      |
| Wallis-et-Futuna            | 90 jours Voir ici                                                                                |
| Australie                   | avant l'arrivée Voyage Autorité électronique requis Voir ici                                     |
| Île Norfolk                 | même que l'Australie Voir ici                                                                    |

### Exigence de passeport pour entrer aux États-Unis
Jusqu'en 2007, les Canadiens entrant aux États-Unis n'étaient pas tenus de présenter autre chose qu'un certificat de naissance ou toute autre preuve de nationalité canadienne, accompagné d'une pièce quelconque permettant l'identification photographique (permis de conduire, « carte de santé »…).
À partir du 23 janvier 2007, à la suite de l'Initiative relative aux voyages dans l’hémisphère occidental, tous les Canadiens âgés de 16 ans ou plus entrant par voie aérienne sur le territoire des États-Unis doivent présenter un passeport valide ou une carte Nexus. Cette mesure est étendue le 1er juin 2009 aux entrées par voie terrestre ou marine, pour lesquels ces pièces peuvent également être remplacées par une carte du programme Expéditions rapides et sécuritaires (EXPRES), un permis de conduire Plus ou une carte d'identité Plus (uniquement pour les résidents d'une province où ces programmes ont été mis en œuvre et approuvés par les États-Unis) ou encore un Certificat sécurisé de statut d'Amérindien.

## Exigences pour la photo de passeport canadien
- le fond doit être clair et uniforme ;
- résolution minimale : 400 DPI ;
- format : 50 × 70 mm ;
- la tête doit être centrée verticalement ;
- posture droite et fixe ;
- lumière répartie de manière égale et uniforme sur l’ensemble du visage.